# Герб Дуранго
Герб вільної та суверенної держави Дуранго — герб мексиканського штату Дуранго.

## Опис
Герб має такі елементи: коричневий дуб, з рясним листям яскраво-зеленого кольору; два вовки, що біжать, на синьому фоні; дві зелені дубові гілки з жолудями з обох боків щита, які з'єднані своїми стеблами з червоним бантом внизу. Герб натхненний гербом баскської провінції Біскайя, Іспанія.
Композиція має бронзово-коричневий картуш; у верхній частині щита — королівська золота корона з синіми каменями у вертикальних дугах і ромбоподібними каменями в основі, вони інкрустовані і чергуються червоним і синім кольорами, всередині корони — яскраво-червона підкладка. Корона представляє короля Іспанії.

## Символіка
- Дуб, «Символ Свободи», має природні кольори: стовбур і гілки коричневого кольору, яскраво-зелене густе листя на верхівці, коріння якого відривається від землі.
- Два вовки, що біжать, як символ «Панування», розміщені один над одним у різних площинах, оскільки той, що йде у верхній частині стовбура, знаходиться позаду, а той, що йде в нижній частині, - спереду; колір вовків повинен бути світло-коричневим, з жовтуватими і сіруватими тонами, тобто їх природного забарвлення, кожна тварина несе біле ягня зі слідами крові, які проростають від того, що вони впилися зубами в свою здобич.
- Поле блакитне, схоже на небо над Дуранго ясного і чудового ранку.
- Дві зелені пальмові гілки у вигляді гірлянди з правого та лівого боків щита, з червоною стрічкою внизу обох стебел, з якими він з'єднується.
- Картуш щита має бути коричневого кольору.
- Королівська корона, що прикрашає щит у верхній частині, повинна бути золотою, інкрустована синім камінням у вертикальних дугах і з інкрустованими в основі ромбовидними каменями, що чергуються синім і червоним, внутрішня підкладка корони повинна бути яскраво-червоного кольору, того ж відтінку, що й стрічка долонь.
- У верхній частині корона завершується сферою, яка представляє земну кулю з американським континентом попереду; з сфери виходить латинський хрест, що є завершальною прикрасою корони[1].